# Oscar Eriksson (ishockeyspelare)
För andra personer med detta namn, se Oskar Eriksson.
Oscar Eriksson, född 29 februari 2000, är en svensk professionell ishockeyspelare som spelade för Skellefteå AIK.

## Klubbar
- Skellefteå AIK J20, J20 Superelit (2017/2018 - 2019/2020)
- Skellefteå AIK, SHL (2020/2021 - )
- Piteå HC, Hockeyettan (2020/2021) (lån)
- Västerviks IK, Allsvenskan (2020/2021) (lån)
- Södertälje SK, Allsvenskan (2020/2021) (lån)
- BIK Karlskoga, Allsvenskan (2021/2022) (lån)